# Emina Jahović
Emina Jahović Sandal (Kirin Serbia: Емина Јаховић, phát âm [emǐːna jâːhovit͡ɕ]; sinh ngày 15 tháng 1 năm 1982) với nghệ danh là Emina cùng các biệt danh là "Diva" hay "Công chúa nhạc Pop", là một ngôi sao giải trí nổi tiếng người Serbia. Bên cạnh lĩnh vực thành công và được biết đến hơn cả là ca hát, cô còn hoạt động trong ngành công nghiệp giải trí-nghệ thuật dưới vai trò một diễn viên, nhạc sĩ-nhạc công-vũ công và nhà văn. Sinh ra tại tiểu bang Serbia, Emina Jahović kết hôn với ngôi sao nhạc Pop Thổ Nhĩ Kỳ Mustafa Sandal vào năm 2008. Sau khi khởi nghiệp ca hát bằng một album năm 2002, cô đã phát hành năm album phòng thu đều đạt hạng nhất tại Serbia trong suốt thập niên 2000. Bên cạnh hoạt động nghệ thuật, Jahović còn cống hiến rất nhiều cho các công việc từ thiện về nhân quyền và nữ quyền.
Emina Jahović luôn thu hút sự chú ý của công chúng. Với những nỗ lực cống hiến không ngừng cho ngành công nghiệp âm nhạc, Emina đã được công chúng ghi nhận là "một trong những ngôi sao nhạc pop Serbia vĩ đại nhất mọi thời đại" và được mệnh danh là Công chúa nhạc Pop trong khu vực Balkan. "I da mogu" (2012) được coi là một trong những bài hát phổ biến nhất của Emina, là đĩa đơn đầu tiên đạt thứ hạng quán quân tại Bulgaria.
Tháng 9 năm 2013, Emina Jahović sẽ bắt đầu tham gia làm giám khảo và người hướng dẫn cho chương trình truyền hình The Voice trên đài RTV Pink cùng với Marija Šerifović.

## Tiểu sử

### Thơ ấu và con đường đến với âm nhạc
Emina Jahović Sandal sinh ngày 15 tháng 1 năm 1980 tại thành phố Novi Pazar, cộng hòa Xã hội chủ nghĩa Serbia (Cộng hòa Liên bang Xã hội chủ nghĩa Nam Tư); là con thứ ba trong số ba người con của Nusret Jahović, một bác sĩ nổi tiếng về phẫu thuật tim mạch và Senija Jahović, một giáo sư, tiến sĩ Y khoa, bác sĩ ngoại nhi. Cô được nuôi dưỡng trong một gia đình trong Islam ở ngoại ô thành phố Novi Pazar. Cha cô qua đời vì bệnh nhồi máu cơ tim khi bà mới ở tuổi 13. Emina từng thổ lộ rằng việc mẹ cô qua đời sau cơn bạo bệnh là điều đau đớn nhất mà cô từng phải trải qua và đó chính là khoảng thời gian khủng hoảng nhất trong cuộc đời cô. Anh trai ong, Mirsad Türkcan, là cầu Thổ Nhĩ Kỳ đầu tiên chơi cho NBA. Dina Džanković hoa hậu Serbia và Montenegro là vợ của cầu thủ Mirsad Türkcan.

### Sự nghiệp âm nhạc

#### 1999–2004: Khởi nghiệp và thành công bước đầu
Đĩa đơn đầu tiên của Emina Jahović mang tên "Tačka", sản xuất bởi Dino Merlin, đã trở thành một hit trên bảng xếp hạng. Theo sau "Tačka" là đĩa đơn gồm hai bài "Uzalud se budim", cũng thu được thành công trên các bảng xếp hạng của Serbia. Những thành tích này đã thuyết phục nhà sản xuất của PGP RTS bỏ vốn để làm album đầu tiên của Emina.
Album đầu tiên trong sự nghiệp của Emina, Osmi dan, phát hành năm 2002, là một bộ sưu tập các bài hát nhạc dance. Album cơ bản được sản xuất bởi Dino Merlin, một nhà sản xuất khá danh tiếng lúc bấy giờ.
Emina Jahović bắt đầu chuyên diễn đầu tiên của mình tại Mỹ mang tên World Tour vào năm 2004, với sự tham gia của ban nhạc Hari Mata Hari. World Tour kéo dài trong 3 tháng với 31 buổi ở Bắc Mỹ và châu Âu.

## Danh sách đĩa nhạc

### Album
| - Osmi dan (City Records 2002) - Radije ranije (City Records 2005) - Exhale (Multimedia Records 2008) - Vila (PGP RTS 2009) - BH Eurosong (Muzička produkcija javnog servisa BH 2002) - Super hitovi Vol.13 (City Records 2003) - Vanilla (City Records 2005) - Gordost i predrasude (City Records 2006) - Singles & Duets (2008) - Miligram (Miligram Music 2009) - Karizma (Seyhan Müzik 2009) - Ornament (City Records 2010) - Platinum Collection 19 hitova (Mascom EC 2011) - Proje (Seyhan Müzik 2012) - Hitovi leta 2012 (City Records 2012) - Organik (Poll Production 2012) - Best of 2012/13 CD 1 (City Records 2013) - Super hitovi CD 2 (City Records 2013) | - "Tačka" (2002) - "Osmi dan" (2002) - "U, la-la" feat. KC (2002) - "Uzalud se budim" (2003) - "Radije, ranije" (2004) - "Tvoja greška" (2005) - "Emina" feat. Knez (2005) - "Da l' ona zna" (2006) - "Nije vise tvoja stvar" (2006) - "Pola ostrog noza" (2006) - "Cool žena" (2007) - "La gitana" feat. Flamingosi (2007) - "Exhale" (2008) - "Push It" feat. Cory Gunz (2008) - "Još ti se nadam" feat. Saša Kovačević (2008) - "Pile moje" (2009) - "Ne zaboravi" feat. İzel (2009) - "Med" feat. Dino Merlin (2009) - "Nemilo" feat. Miligram (2009) - "Ti kvariigro" (2010) - "Gospodine" feat. Nataša Bekvalac (2011) - "Posle mene" (2011) - "Beograd priča" feat. Dženan Lončarević (2012) - "Broken" feat. Erdem Kınay (2012) - "Çek Gönder" feat. Mustafa Sandal (2012) - "I da mogu" (2012) - "Kimse Yok Mu?" (2012) - "Nedostaješ" (2013) - "Yakışmaz" (2013) - "Žena zmaj" (2013) - "U senkama isti" (2013) |

## Những phim tham gia

### Diễn viên
| Quốc gia       | Năm        | Tựa đề                             | Vai diễn                  | Ghi chú khác                |
| Television     | Television | Television                         | Television                |                             |
| -------------- | ---------- | ---------------------------------- | ------------------------- | --------------------------- |
| Turkey         | 2010-2011  | Lale Devri                         | Lale Taşkıran Ilgaz       | Leading role (Show TV, FOX) |
| Albania        | 2011-2012  | Lale (Periudha e tulipanëve)       | Lale Tashkëran Ilgaz      | Leading role (KTV)          |
| Bosnia         | 2011-2012  | Polje lala                         | Lala Taškran Ilgaž †      | Leading role (Pink BH)      |
| Bulgaria       | 2011-2012  | Сезонът на лалето                  | Лале Ташкъран Ългаз       | Leading role                |
| Czech Republic | 2011-2012  | Čas tulipánů                       | Lale Taškiranová Ilgazová | Leading role (TV Barrandov) |
| Kosovo         | 2011-2012  | Lale Devri                         | Lale Tashkëran Ilgaz      | Leading role (Kohavision)   |
| Macedonia      | 2011-2012  | Лале                               | Лале Таксиран Илгаз       | Leading role (Kanal 5)      |
| Montenegro     | 2011-2012  | Поље лала                          | Лала Ташкиран Иглаз †     | Leading role (Pink M)       |
| Romania        | 2011-2012  | Lale - Asculta-ti inima!           | Lale Tașkiran Ilgaz       | Leading role (Antena 1)     |
| Serbia         | 2011-2012  | Поље лала                          | Лала Ташкиран Иглаз †     | Leading role (RTV Pink)     |
| Slovakia       | 2011-2012  | Láska v Istanbule                  | Lále Taškiranová Ilgazová | Leading role (JOJ Plus)     |
| Slovenia       | 2011-2012  | Doba tulipanov                     | Lala Taškran Ilgaž †      | Leading role (Pink SI)      |
| Greece         | 2012       | Λάλε, Έρωτας στην Κωνσταντινούπολη | Λάλε Τασκιράν Ιλγκάζ      | Leading role (Alpha TV)     |
| Iran           | 2012       | Omre Gole Laleh (عمر گل لاله)      | Laleh Tashkyran Aylgas    | Leading role (GEM TV)       |
| Kazakhstan     | 2012       | Пора тюльпанов                     | Лале Ташкыран Илгаз       | Leading role (El-Arna)      |
| Turkey         | 2012       | Turkcell Akıllı Telefon Hareketi   | Focal character           | Turkcell TV commercial      |
| Turkey         | 2013       | Maxi'yi Alan Yaşadı                | Focal character           | Turkcell TV commercial      |
| Serbia         | 2013       | The Voice Srbija                   | Giám khảo                 |                             |

Ghi chú

## Lưu diễn
1. World Tour (2004)